# Цвен
Цвен (словен. Cven) је насељено место у општини Љутомер, Помурска регија, Словенија.

## Историја
До територијалне реорганизације у Словенији био је у саставу старе општине Љутомер.

## Становништво
У попису становништва из 2011. године, Цвен је имао 614 становника.
| Број становника према пописима | Број становника према пописима | Број становника према пописима |
| ------------------------------ | ------------------------------ | ------------------------------ |
| 1991                           | 2002                           | 2011                           |
| 666                            | 616                            | 614                            |

Напомена: Године 1985. повећана за делове насеља Крапје и Мота.